# Jorge Gabriel Vázquez
Jorge Gabriel Vázquez (Buenos Aires, Argentina, 28 de noviembre de 1969) es un exfutbolista y entrenador argentino. Jugó como mediocampista en países como Argentina, Chile, México y Estados Unidos entre otros.

## Clubes
| Club                     | País           | Año       |
| ------------------------ | -------------- | --------- |
| River Plate              | Argentina      | 1989-1991 |
| Vélez Sarsfield          | Argentina      | 1991-1992 |
| River Plate              | Argentina      | 1992-1993 |
| Universidad Católica     | Chile          | 1993-1996 |
| → Emelec (cedido)        | Ecuador        | 1995      |
| → Palestino (cedido)     | Chile          | 1995      |
| Morelia                  | México         | 1996      |
| Gimnasia y Tiro de Salta | Argentina      | 1997-1998 |
| Emelec                   | Ecuador        | 1998      |
| All Boys                 | Argentina      | 2000-2001 |
| Oriente Petrolero        | Bolivia        | 2001      |
| San Martín de Tucumán    | Argentina      | 2001-2002 |
| Atlanta                  | Argentina      | 2002-2003 |
| New England Revolution   | Estados Unidos | 2003      |
| Kansas City Wizards      | Estados Unidos | 2003      |

## Palmarés

### Campeonatos nacionales
| Título           | Club        | País      | Año     |
| ---------------- | ----------- | --------- | ------- |
| Primera División | River Plate | Argentina | 1989/90 |

### Copas internacionales
| Título              | Club                 | País  | Año  |
| ------------------- | -------------------- | ----- | ---- |
| Copa Interamericana | Universidad Católica | Chile | 1994 |